# 26205 Kuratowski
26205 Kuratowski este un asteroid din centura principală, descoperit pe 11 iunie 1997, de Paul Comba.